# 張鎰
張 鎰（ちょう いつ、生年不詳 - 783年）は、唐代の官僚・政治家。字は季権、またの字は公度。本貫は蘇州崑山県。

## 経歴
朔方節度使の張斉丘の子として生まれた。蔭官により左衛兵曹参軍に任じられた。郭子儀が関内副元帥となると、かつて張斉丘に仕えていたことから、張鎰を召し出して判官とした。張鎰は大理寺評事に任じられ、殿中侍御史に転じた。乾元初年、撫州司戸参軍に左遷された。さらに晋陵県令に転じた。着任しないうちに、江南西道都団練観察等使の張鎬に召し出されて判官となり、その推薦により殿中侍御史に任じられた。屯田員外郎となり、祠部員外郎・右司員外郎を歴任した。母が死去すると、張鎰は辞職して喪に服した。喪が明けると、張鎰は司勲員外郎に任じられた。人とあまり交遊しなかったが、楊綰や崔祐甫とは仲が良かった。大暦5年（770年）、張鎰は濠州刺史に任じられた。『三礼図』9巻・『五経微旨』14巻・『孟子音義』3巻を編纂した。
大暦11年（776年）、李霊曜が汴州で反乱を起こすと、張鎰は郷兵を訓練して、防備を厳しくし、侍御史・沿淮鎮守使を加えられた。ほどなく沿淮鎮守使のまま、寿州刺史に転じた。大暦14年（779年）、徳宗が即位すると、張鎰は江南西道都団練観察等使・洪州刺史となり、御史中丞を兼ねた。長安に召還されて、吏部侍郎に任じられた。ほどなく河中晋絳都防禦観察使として出向した。着任して数日で、汴滑節度観察使・汴州刺史に転じ、御史大夫を兼ねた。病のため辞職し、道中で逗留していたが、長安に召還され、私邸で病身を養った。建中2年（781年）、中書侍郎・同中書門下平章事（宰相）・集賢院大学士・監修国史に任じられた。
建中3年（782年）、張鎰は盧杞に嫌われ、中書侍郎のまま鳳翔隴右節度使として出された。吐蕃の相の尚結賛らと清水で会盟した。建中4年（783年）、涇原の兵乱が起こり、徳宗が奉天に避難しようとすると、張鎰はこれを察知して、徳宗を迎えるため財貨を奉天に準備していた。鳳翔の営将の李楚琳はかつて朱泚に仕えたことがあったため、行軍司馬の斉映らがひそかに図って李楚琳を隴州に追放しようとした。李楚琳はこれを知ると、その仲間の王汾・李卓・牛僧伽らとともに反乱を起こした。張鎰は夜間に脱出したが、鳳翔府を出て30里のところで追いつかれ、2子とともに殺された。ほどなく太子太傅の位を追贈された。

## 伝記資料
- 『旧唐書』巻125 列伝第75
- 『新唐書』巻152 列伝第77